# Sky Vision
Sky Vision fue una empresa de producción y distribución fundada por Sky en 2002 como Parthenon Media Group y fue adquirida y rebautizada por Sky como Sky Vision. La empresa tenía inversiones en nueve negocios de producción en el Reino Unido y EE. UU.: Love Productions , Blast Films!, Sugar Films, True North, Parthenon Entertainment, Chrysalis Vision y Sky Vision Productions en el Reino Unido, y Jupiter Entertainment, Talos Films y Znak & Co. en los Estados Unidos.
Además de sus inversiones, la compañía también trabajó con productores independientes en el Reino Unido y EE. UU., incluidos Asylum Entertainment, Double Nickel Entertainment y Peacock Alley Entertainment en Norteamérica, y Avanti Media, Bohemia, Chalkboard, LittleRock Pictures, Merman Films y Spring Films en el Reino Unido.
En abril de 2019, se anunció que el negocio de distribución de Sky Vision se incorporaría a NBCUniversal Global Distribution de Comcast. El 1 de octubre, Sky Vision Distribution se fusionó oficialmente con NBCUniversal Global Distribution. Los activos de producción se transfirieron a Sky Studios recién fundados en el mismo año.